# Нова Гия
Нова Гия́ (рос. Новая Гыя) — присілок у складі Кезького району Удмуртії, Росія.

## Населення
Населення — 150 осіб (2010; 185 в 2002).
Національний склад станом на 2002 рік:
- удмурти — 90 %

## Урбаноніми
- вулиці — Лісова, Центральна